# 웹 마이닝

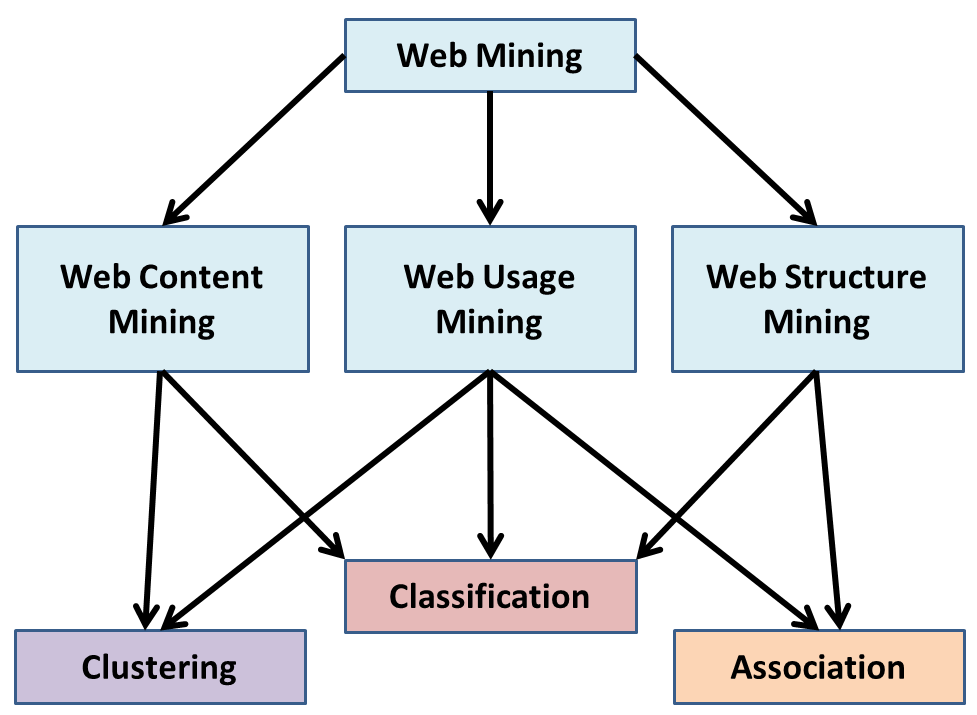
웹 마이닝의 분류와 데이터 마이닝 목적 간 보편적 관계

웹 마이닝(web mining)은 웹자원으로부터 의미있는 패턴, 프로파일, 추세 등을 발견하기 위하여 데이터마이닝 기술(많은 데이터 가운데 숨겨져 있는 유용한 상관관계를 발견하여 미래에 실행 가능한 정보를 추출해 내고 의사결정에 이용하는 과정)을 응용한 것이다. 그 활용분야에는 정보필터링, 경쟁자와 특허 그리고 기술개발 등의 감시, 이용도 분석을 위한 웹 엑세스 로그의 마이닝, 브라우징(고객의 웹에서의 이동경로 탐색) 지원 등이 있다.